# Nádražní (Plzeň)
Nádražní je ulice na Východním Předměstí v Plzni. Je rozdělená na dvě části: první část spojuje Šumavskou ulici s ulicí U Prazdroje, druhá se nachází před budovou Krajského ředitelství policie. Pojmenována je podle svého umístění u hlavního nádraží. Veřejná doprava ulici neobsluhuje, je situována do ulic Sirková, U Prazdroje a Šumavská. Ulice se nachází ve zpoplatněné parkovací zóně D.

## Budovy, firmy a instituce
- Krajské ředitelství policie
- Okresní soud Plzeň-město[1]
- Hotel
- Pivnice
- Lékárna